# Purkinje-Effekt

Hellempfindlichkeitskurve für Nacht- (blau) und Tagsehen (rot).

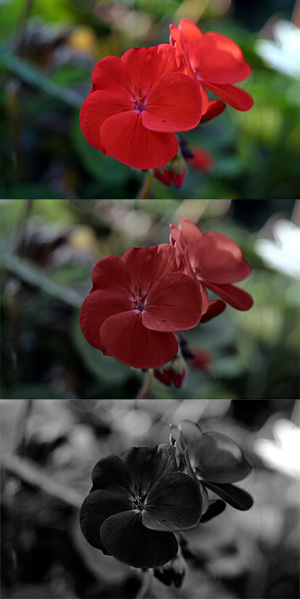
Simulation zur Veranschaulichung des Purkinje-Effekts.

Als Purkinje-Effekt oder Purkinje-Phänomen (nach Jan Evangelista Purkinje) wird das unterschiedliche Helligkeitsempfinden für Farben bei Tag und Nacht bezeichnet. Er beruht auf der unterschiedlichen spektralen Empfindlichkeit der Sehzellen (Fotorezeptoren) bei Tag- und bei Nachtsehen, wie es in der V(λ)- bzw. V′(λ)-Kurve dargestellt ist. Am Tag sind vor allem die Zapfen aktiv, in der Nacht vor allem die Stäbchen.
Da die Stäbchen besonders stark auf blaugrünes Licht der Wellenlänge von ca. 500 nm reagieren, verschiebt sich bei Dunkelheit die Empfindlichkeit der menschlichen Netzhaut in diese Richtung.
Dies veranschaulicht das Beispiel einer Geranie (Bild unten rechts): In hellem Sonnenlicht erscheint die Blume in einem strahlenden Rot neben dem schwächeren Grün der Blätter und dem Blau der benachbarten Blumen, während der Kontrast bei dunklerem Licht umgekehrt ist, und die Blau- und Grüntöne vergleichsweise hell neben dem matten Rot der Geranienblätter erscheinen.

## Rotlichtbeleuchtung
Den Purkinje-Effekt macht man sich in verschiedenen Bereichen zunutze. So verwendet man z. B. in U-Booten Rotlicht zur Innenbeleuchtung, wenn Nachtbeobachtungen vorgesehen sind. Bei rotem Licht werden die Stäbchen wenig beansprucht und das Auge ist besser für das Sehen bei Dunkelheit angepasst (Dunkeladaption). So war es bei Nacht möglich, durch das Periskop des U-Bootes zu blicken, ohne dass sich die Augen lange auf die Dunkelheit außerhalb des Bootes einstellen mussten. Eine weitere Nutzung des Purkinje-Effektes ist Rotlicht bei astronomischen Beobachtungen. Auch bei Arbeit am Teleskop ist gelegentlich etwas Beleuchtung erforderlich, beispielsweise zum Lesen einer Sternenkarte oder für kurze Notizen. Hierzu werden dann Rotlichttaschenlampen genutzt, um die Dunkeladaptation der Augen nicht zu unterbrechen, da das Auge auf weißes Licht einer Taschenlampe selbst bei kleiner Helligkeit viel stärker reagiert.